# Dave Greenfield
David Paul Greenfield, detto Dave (Brighton, 29 marzo 1949 – 3 maggio 2020), è stato un tastierista e cantante britannico.
Dal 1975, e per quarantacinque anni, ovvero fino al suo decesso, fu membro del gruppo The Stranglers.
Greenfield è morto nel 2020 per complicazioni da COVID-19.

## Discografia
Con The Stranglers (Lista limitata comprendente solo gli album in studio)
- 1977 - Rattus Norvegicus
- 1977 - No More Heroes
- 1978 - Black and White
- 1979 - The Raven
- 1981 - The Gospel According to the Meninblack
- 1981 - La Folie
- 1983 - Feline
- 1984 - Aural Sculpture
- 1986 - Dreamtime
- 1990 - 10
- 1992 - Stranglers in the Night
- 1995 - About Time
- 1997 - Written in Red
- 1998 - Coup de Grace
- 2004 - Norfolk Coast
- 2006 - Suite XVI
- 2012 - Giants
- 2021 - Dark Matters

Altri album
- 1983 - Fire & Water (Ecoutez Vos Murs) (Dave Greenfield & J. J. Burnel)